# Oberflächengüte
Die Oberflächengüte ist ein Ausdruck für die Rauheit in der Oberflächenprüfung, üblicherweise im Zusammenhang mit einem Fertigungsverfahren oder einer Oberflächenveredelung.
Gängige Angaben der Rautiefe sind:
- {\displaystyle R_{\mathrm {a} }} Mittenrauwert (arithmetisches Mittel der Abweichungen von der Mittellinie) in µm
- {\displaystyle R_{\mathrm {z} }} Gemittelte Rautiefe (Mittelwert aus den gemessenen Rautiefen) in μm.

Die Messung solcher Parameter erfolgt mit einem Tastschnittgerät (spezielle Bauformen werden z. B. Perthometer genannt).
Einflüsse auf die Oberflächenrauheit bei spanender Fertigung sind:
- Zerspanungseigenschaften des Werkstoffes
- Schneidstoff und Verschleißzustand
- Schneidgeometrie: Schneidenradius
- Schnittwerte: Vorschub, Schnittgeschwindigkeit
- Kühlschmierung
- Maschinensteifigkeit und Elastizität von Werkzeug, Spannmittel und Werkstück
- Formabweichungen an Führungen und Werkzeugen.

## Erreichbare Mittenrauwerte Ra
Die erreichbaren Mittenrauwerte in μm verschiedener Fertigungsverfahren bei besonderer Sorgfalt (Klammerwerte sind Durchschnittswerte bei normaler Sorgfalt. Diese Richtwerte können von Fall zu Fall abweichen).
- Gießen
  - in Sandform: 12,5 (25)
  - in Kokille: 3,0 (12,5)
  - Druckguss: 0,8 (6,3)
- Sintern: (6–12)
- Bohren: 1,6 (12,5)
- Fräsen: 0,6 (3,2)
- Feilen: 0,4 (3,2)
- Drehen
  - Längs-: 0,2 (3,2)
  - Plan-: 0,4 (6,3)
- Hobeln, Stoßen: 0,2 (6,3)
- Schaben: 0,2 (3,2)
- Reiben: 0,2 (0,8)
- Schleifen: 0,012 (0,4)
- Honen, Läppen: 0,006 (0,1)

## Ältere Bezeichnungen und visuelles Erkennen der Rautiefe
| Bezeichnung      | Ra (µm)     | Merkmal                                  |
| ---------------- | ----------- | ---------------------------------------- |
| geschruppt       | 3,2 bis 25  | Riefen fühlbar und mit dem Auge sichtbar |
| geschlichtet     | 1,6 bis 3,2 | Riefen mit dem Auge noch sichtbar        |
| feingeschlichtet | 0,8 bis 1,6 | Riefen mit dem Auge nicht mehr sichtbar  |